# Ösjön, Halland
Ösjön är en sjö i Falkenbergs kommun i Halland och ingår i Ätrans huvudavrinningsområde.